# Februarie 2007
Acest articol este generat integral pe baza informațiilor din articolul 2007 și este actualizat periodic de un robot.
 Editările făcute în articol vor fi șterse la următoarea actualizare! Dacă doriți să faceți modificări, editați articolul-sursă.

ianuarie -
februarie -
martie -
aprilie -
mai -
iunie -
iulie -
august -
septembrie -
octombrie -
noiembrie -
decembrie
Februarie 2007 a fost a doua lună a anului și a început într-o zi de joi.

## Evenimente
- 1 februarie: Se interzice fumatul în locurile publice în Franța. Excepție fac: restaurantele, cafenelele, tutungeriile și discotecile, cărora li se acordă o perioadă de adaptare până la 1 ianuarie 2008.
- 2 februarie: Prim-ministrul Călin Popescu Tăriceanu i-a cerut Ministrului de Externe, M. R. Ungureanu să-și prezinte demisia, în urma situației create de reținerea celor doi muncitori români în Irak.
- 3 februarie: Atentat produs într-o piață șiită din Bagdad; și-au pierdut viața 135 de persoane, alte 305 au fost rănite.
- 3 februarie: Prezența virusul H5N1 al gripei aviare într-o crescătorie de curcani din Suffolk, estul Angliei.
- 5 februarie: Ministrul Afacerilor Externe, Mihai Răzvan Ungureanu demisionează.
- 8 februarie: Liderii facțiunilor palestiniene rivale Fatah și Hamas semnează un acord privind formarea unui guvern de uniune națională.
- 9-11 februarie: Echipa României a întâlnit echipa Franței în primul tur al Cupei Davis. Meciul s-a încheiat cu scorul de 4-1 în favoarea Franței.
- 10 februarie: Senatorul de Illinois, Barack Obama, își anunță candidatura la alegerile prezidențiale.
- 13 februarie: Coreea de Nord este de acord să desființeze dispozitivele nucleare de la Yongbyon, pe 14 aprilie, ca prim pas către denuclearizarea completă, primind în schimb un ajutor energetic echivalent cu 50.000 tone de petrol.[1]
- 25 februarie: Cea de-a 79-a ediție a Premiilor Oscar s-a desfășurat la Kodak Theatre din Hollywood.

## Nașteri
- 5 februarie: Maia Mălăncuș, cântăreață română

## Decese
- 3 februarie: Tina DeRosa (n. Antoinette Marie De Rosa), 62 ani, scriitoare americană (n. 1944)
- 7 februarie: Grigorie Băbuș, 91 ani, teolog român (n. 1915)
- 7 februarie: Alan G. MacDiarmid, chimist american, laureat al Premiul Nobel (2000), (n. 1927)
- 7 februarie: Gheorghe Știrbu, 90 ani, aviator român (n. 1916)
- 8 februarie: Anna Nicole Smith (n. Vickie Lynn Hogan), 39 ani, manechin american (n. 1967)
- 9 februarie: Carol Schreter, 75 ani, politician român (n. 1931)
- 11 februarie: Marianne Fredriksson (n. Marianne Persson), 79 ani, scriitoare suedeză (n. 1927)
- 11 februarie: Constantin Ofițerescu, 70 ani, antrenor român de lupte greco-romane (n. 1936)
- 13 februarie: Elizabeth Jolley, 83 ani, scriitoare australiană (n. 1923)
- 16 februarie: Virgil Cândea, 79 ani, istoric român (n. 1927)
- 16 februarie: Lilli Promet, 84 ani, scriitoare estonă (n. 1922)
- 17 februarie: Mike Awesome (n. Michael Lee Alfonso), 42 ani, wrestler american (n. 1965)
- 18 februarie: Nelli Kameneva, 75 ani, actriță din R. Moldova de etnie rusă (n. 1931)
- 21 februarie: Arawa Kimura, 75 ani, fotbalist japonez (atacant), (n. 1931)
- 22 februarie: Fons Rademakers, 86 ani, actor neerlandez, regizor, scenarist și producător de film (n. 1920)
- 22 februarie: Ian Wallace (n. Ian Russell Wallace), 60 ani, muzician britanic (King Crimson), (n. 1946)
- 24 februarie: Édouard Bonnefous (n. Édouard Jean-Henri Bonnefous), 99 ani, politolog francez, membru de onoare al Academiei Române (n. 1907)
- 24 februarie: Gheorghe Vodă, 72 ani, poet din R. Moldova (n. 1934)
- 28 februarie: Albert Guttman, 69 ani, pianist român (n. 1937)